# Dominik Kružliak
Dominik Kružliak (sinh 10 tháng 7 năm 1996) là một cầu thủ bóng đá Slovakia hiện tại thi đấu cho câu lạc bộ Fortuna Liga MFK Ružomberok ở vị trí hậu vệ.

## Sự nghiệp

### MFK Ružomberok
Anh ra mắt chuyên nghiệp cho MFK Ružomberok trước FC ViOn Zlaté Moravce ngày 29 tháng 3 năm 2014, vào sân từ ghế dự bị thay cho Lukáš Greššák bị chấn thương ở phút thứ 57.

## Sự nghiệp quốc tế
Kružliak được triệu tập lần đầu tiên thi đấu hai trận giao hữu không chính thức của Slovakia vào tháng 1 năm 2017, ở Abu Dhabi, UAE, trước Uganda (thua 1–3) và Thụy Điển. Anh ra mắt ngày 12 tháng 1 trước Thụy Điển, tuy nhiên anh chỉ thi đấu hiệp một. Slovakia thất bại với tỉ số 0–6.